# Vuk
Vuk (serbio cirílico Вук) es un nombre propio masculino eslavo. Es muy común entre los serbios, así como entre los croatas, macedonios, montenegrinos y los eslovenos. El nombre significa literalmente Lobo.
Antiguamente, se daba este nombre a los neonatos débiles o enfermos para que un lobo les protegiera de la brujería y de la enfermedad. En la poesía épica serbia, el lobo es un símbolo de valentía.
El nombre Vuk aparece en fuentes serbias anteriores al año 1400 como Vlk (Alfabeto cirílico arcaico: Влъкъ), con una consonante silábica l. Tras un cambio fonético en el idioma serbio que ocurrió tras 1400, la silábica l se convirtió en la vocal u. De esta forma, Vlk se convirtió en Vuk, y por el mismo proceso aquellos nombres que empezaban por Vlk- y Vlč- derivaron en Vuk- y Vuč-; por ejemplo, Vukašin de Vlkašin. Los nombres Vujo y Vule con la base de las variaciones que empezaban por Vuj- y Vul-.
El nombre Vlk y sus derivados, Vlkoň, Vlček, y Vlčata para los hombres, y Vlkava y Vlčenka para las mujeres, se encuentra entre los checos, mientras que Wilkan se encuentra entre los polacos. 
Existen múltiples variantes de este nombre:
- Masculinas: Vuk, Vukota, Vukosav, Vukota, Vukadin, Vukašin (Vukashin), Vuksan.
- Femeninas: Vučica (Vuchica, loba), Vukica, Vuka, Vukosava, Vukava, Vukadinka, Vukana, Vukinja, Vukmana, Vukmanija, Vukmila, Vukoja, Vukojla, Vukomana, Vukomanija, Vukodraga, Vukmira, Vukmirka, Vukna, Vukomanka, Vukomila, Vukomira, Vukomirka, Vukosavka, Vukoslava, Vukoslavka, Vukostana, Vuksana, Vulina, Vulka, Vučana (Vuchana), Vučanka (Vuchanka).

## Personas notables con este nombre
- Vuk Orle (siglo XIV), voivoda serbio
- Vuk Kosača (?-1359), comandante serbobosnio
- Vuk Kotromanić (muerto tras 1374), gobernante serbobosnio
- Vuk Branković (1345–1398), príncipe de la Serbia medieval
- Vuk Lazarević (c. 1380-1410), príncipe de la Serbia medieval
- Vuk Grgurević (c. 1439 – 1485), noble y gobernante del Despotado de Serbia
- Vuk Krsto Frankopan (1578-1652), noble croata
- Vuk Mandušić (?-1648), líder militar dálmata
- Vuk Karadžić (1787–1864), lingüista serbio y reformador del idioma serbio
- Vojvoda Vuk (1881–1916), comandante serbio
- Vuk Drašković (1946-), político serbio
- Vuk Jeremić (1975-), exministro de Asuntos Exteriores de Serbia

## Otros usos
- Vuk, un zorrito muy astuto, película de 1981